# Langnæbbet piber
Langnæbbet piber (latin: Anthus similis) er en spurvefugl, der lever i Afrika og det sydlige Asien.